# Martina Topley-Bird
Martina Gillian Topley-Bird (Bristol, Inglaterra, 7 de mayo de 1975) es una cantante inglesa conocida como la Dietrich negra del Soul. Debutó como vocalista en el primer y mítico álbum Maxinquaye del músico Tricky.

## Biografía
Nació el 7 de mayo de 1975 en Bristol. Topley-Bird se formó en el Clifton College en cuyo coro cantaba Fue en su etapa adolescente cuando conoció al pionero del trip hop Tricky, con el que trabajó en su primer álbum Maxinquaye. Este disco fue una de las piezas claves del estilo trip-hop en el año 1995. Continuó colaborando con Tricky en su álbum  Pre-Millennium Tension (1996) y con el proyecto conocido como Nearly God (1996).
Tricky y Martina no llegaron a casarse, pero vivieron juntos y tuvieron un niño.
En 1998 se da la separación, tanto profesional como sentimental de Tricky, y es entonces cuando Martina comienza su carrera en solitario.
No fue hasta el año 2003 cuando sacó su disco de debut Quixotic para Independiente Records (Tricky aparece en uno de los temas como productor y vocalista). Recibió muy buenas críticas por dicho trabajo y fue finalista del Mercury Music Prize del 2003. Need One, Anything, I Still Feel y Soul Food fueron singles en Inglaterra.
El álbum fue reeditado en julio de 2004 en los Estados Unidos por el sello Palme Pictures. Cambiaron la portada del disco e incluso el título (Anything) y rediseñaron y secuenciaron de nuevo todos los temas de este.
En septiembre de 2005 comenzó a trabajar en su segundo álbum en solitario. Publicado en el 2008 bajo el título de The Blue God.

## Discografía

### Álbumes
- 2003 Quixotic (Independiente) - UK #70[3]
- 2004 Anything (álbum de Topley-Bird) (Palm Pictures)
- 2008 The Blue God (Independiente) - UK #88[3]
- 2010 Some Place Simple (Honest Jon's)
- 2021 "Forever I wait"

### Sencillos
- 2003 Need One (UK #76)[3]
- 2003 Anything (UK #95)[3]
- 2003 I Still Feel
- 2004 Soul Food
- 2008 Carnies
- 2008 Poison
- 2008 Baby Blue
- 2013 Crystalised (con Mark Lanegan y Warpaint)

### Colaboraciones
- Topley-Bird aparece como vocalista en Conversing Among Misfits, una canción del álbum de debut de 1998 de Earthlings?. Aunque su aportación es difícil de escuchar en la mezcla final.
- En 1999, participó haciendo coros en Dirty Drowning Man y Coattails of a Dead Man en el álbum Antipop de la banda Primus.
- En 2000, Topley-Bird aparece en el álbum Bow Down to the Exit Sign de David Holmes.
- En 2004, Topley-Bird aparece en Into the Sun, una pista del álbum Florida de Diplo.
- En 2004, Topley-Bird participó haciendo coros en Spoiled, en el álbum Damage de Blues Explosion.
- En 2005, apareció como artista invitada (junto a Roots Manuva) en la pista All Alone perteneciente al disco Demon Days del grupo de Damon Albarn: Gorillaz. También figuraba en la canción inédita Snakes and Ladders de Gorillaz, junto a Roots Manuva de nuevo.
- En 2005/2006, Topley-Bird hizo los coros en Can't Be Serious del EP 12" de debut A Mountain of One, posteriormente incluido en el recopilatorio Collected Works de 2007.
- En 2006, Topley-Bird apareció en la canción Devil Take My Soul perteneciente al disco 02 de Son of Dave.
- Topley-Bird aparece en las canciones Why Should I? y Deflect en el disco Blood, Looms and Blooms de Leila de 2008. Deflect también fue la pista principal del pre-álbum EP Deflect.
- Contribuyó haciendo coros en el álbum Saturnalia de The Gutter Twins (The Body) (2008).
- En 2008, en su sencillo Poison, colaboró de nuevo con Roots Manuva y Gorillaz en la cara B Soldier Boy.
- Hizo una aparición en el disco Universal Mind Control del rapero Common, en la canción titulada Everywhere.
- En 2009, cantó y coescribió Psyche y Babel de Massive Attack, para su disco Heligoland de 2010.
- En  el 2015, Su voz aparece en el segundo sencillo de la banda de "Musica  Electrónica" "The Prodigy" llamado " The Day Is My Enemy", perteneciente a su último álbum del mismo nombre " The Day Is My Enemy", el cual fue lanzado en 2015.

### Apariciones de sus canciones
- Need One aparece en el episodio Blood Brothers de CSI: Miami en 2003.
- Need One fue utilizada en un anuncio para televisión del Toyota Corolla Verso en 2004.
- Sandpaper Kisses aparece en la banda sonora de 2005 del videojuego Fahrenheit, (conocido como Indigo Prophecy en los Estados Unidos y en Canadá).
- Da Da Da Da fue utilizada en la película Virgin Territory de 2007.
- Need One figuraba en un anuncio publicitario de H&M para la televisión sueca y holandesa durante el otoño de 2008.
- Ilya fue utilizada en Lap Dance, un episodio de la segunda temporada de la serie The L Word.
- Soul Food aparece en la película Obsessed de 2009.
- En Brasil utilizaron el tema Lullaby para una campaña publicitaria de una marca de zumos (Clight).